# 원혜경
원혜경(元蕙敬, 1979년 10월 14일~)은 대한민국의 은퇴한 쇼트트랙 선수이다.
만 14세의 나이로, 노르웨이 릴레함메르에서 열린 1994년 동계 올림픽에 출전하여, 여자 3000m 계주에서 금메달을 땄다. 1996년 네덜란드 헤이그 세계 쇼트트랙 선수권 대회에서는 종합 2위, 1997년 일본 나가노에서 열린 세계 쇼트트랙 선수권 대회에서는 종합 3위에 올랐다. 배화여자고등학교 3학년 때, 일본 나가노에서 열린 1998년 동계 올림픽에 출전하여, 여자 3000m 계주에서 또 한번 금메달을 땄고, 여자 1000m에서는 동메달을 땄다.

## 학력
- 배화여자고등학교 졸업
- 고려대학교 학사